# ゴードン・E・ソーヤー賞
ゴードン・E・ソーヤー賞（Gordon E. Sawyer Award）はアカデミー賞の特別賞のひとつで、1981年に音響監督であったゴードン・E・ソーヤーを称え、長年映画技術に貢献されたものにオスカー像が贈られる。授賞式が行われるアカデミー科学技術賞で、毎年授与されるものとは限らない。2024年度（第97回）からの名称は、科学技術生涯功労賞（Scientific and Technical Service Award）。

## 歴代受賞者・団体
- 1981 (54th) ジョセフ・ウォーカー（英語版）
- 1982 (55th) ジョン・アールバーグ
- 1983 (56th) ジョン・G・フレイン
- 1984 (57th) リンウッド・G・ダン（英語版）
- 1987 (60th) フレッド・ハインズ
- 1988 (61st) ゴードン・ヘンリー・クック
- 1989 (62nd) ピエール・アンジェニュー（英語版）
- 1990 (63rd) ステファン・クデルスキ（英語版）
- 1991 (64th) レイ・ハリーハウゼン
- 1992 (65th) エリック・カストナー（英語版）
- 1993 (66th) ペトロ・ヴラホ（英語版）
- 1995 (68th) ドナルド・C・ロジャース
- 1997 (70th) ドン・アイワークス（英語版）
- 1999 (72nd) ロデリック・T・ライアン
- 2000 (73rd) アーウィン・W・ヤング
- 2001 (74th) エドマンド・M・ディジュリオ
- 2003 (76th) ピーター・D・パークス
- 2004 (77th) 宮城島卓夫[4]
- 2005 (78th) ゲイリー・デモズ
- 2006 (79th) レイ・フィーニー
- 2007 (80th) デビッド・グラフトン
- 2008 (81st) エドウィン・キャットマル[5]
- 2011 (84th) ダグラス・トランブル
- 2013 (86th) ピーター・W・アンダーソン[6]
- 2014（87th）デビッド・W・グレイ
- 2017（90th）ジョナサン・アーランド
- 2022（95th）イアン・ニール[7]